# Ludwig Magnus zu Pappenheim
Ludwig Magnus Graf zu Pappenheim (* 10. März 1862 in Pappenheim; † 5. Juni 1905 ebenda) war ein bayerischer Hauptmann à la suite sowie Politiker. 
Pappenheim gehörte von 1891 bis 1904 drei Perioden der Kammer der Reichsräte an und gehörte dort der Gruppe der erblichen Reichsräte an. Ludwig Magnus Graf zu Pappenheim war evangelisch-lutherischen Glaubens und gehörte dem Adelsgeschlecht der Pappenheim an. Pappenheim verstarb 43-jährig in seinem Heimatort Pappenheim. 